# Мажоро-минор
Мажоро-минор — форма расширенной тональности, получившая широкое распространение в музыке композиторов-романтиков. Ю. Н. Холопов определяет мажоро-минор как «тип гармонической системы, характеризующийся смешением ладов противоположного наклонения».

## Краткая характеристика
Мажоро-минор — мажорный лад, обогащённый аккордикой одноимённого или параллельного минорного лада. Получил широкое распространение у композиторов-романтиков XIX века, особенно позднего периода (последняя треть XIX и начало XX века), а также композиторов XX века, не воспринявших авангардные звуковысотные техники и оставшихся верными «романтической» тональности XIX века. Если в смешении доминирует минорный лад, говорят о «миноро-мажоре»; подразумевается минорный лад, обогащённый аккордикой одноимённого или параллельного мажорного лада. Примеры мажоро-минорной системы многочисленны (в музыке Ф. Шуберта, Ф. Шопена, Ф. Листа, Р. Вагнера, Э. Грига, в русской музыке — у Н. А. Римского-Корсакова, П. И. Чайковского, М. П. Мусоргского и других).
Термин «мажоро-минорная система» не следует путать с термином «мажорно-минорная тональность», которым обозначают любую разновидность тонального лада на основе мажора и/или минора.
Термины «мажоро-минор» и «миноро-мажор» специфичны для русского (советского) музыкознания XX века. Впервые мажоро-минорная система описана в учебнике гармонии Г. Л. Катуара (1924), затем — в так называемом бригадном учебнике гармонии МГК (1935; многие переиздания). В немецком музыкознании аналогичных терминов нет, а само явление описывается как «Dur-Moll-Vermischung» (смешение мажора и минора) или «Dur-Moll-Durchdringung» (взаимопроникновение мажора и минора).

## Аккордика
В результате смешения одноимённых ладов в мажоро-минорную и миноро-мажорную системы проникают следующие гармонии (схема дана по Ю. Н. Холопову):

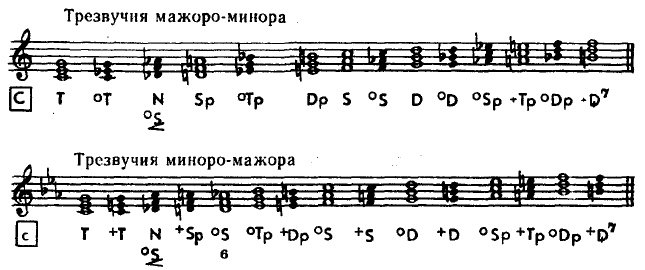

В результате смешения параллельных ладов в мажоро-минорную систему входит III высокая ступень (например, в C-dur – трезвучие E-dur), а в миноро-мажорную — VI минорная ступень (например, в c-moll – трезвучие as-moll), в терминологии Холопова – большая субмедианта. Последнюю эффектно применял Ф. Шуберт, по этой причине музыковеды иногда именуют её «Шубертовой ступенью». VI минорная ступень с секстой лежит в основе одной из (различных) трактовок «рахманиновской гармонии».

### Неаполитанская гармония
Большое трезвучие на II низкой ступени, находящееся в общем списке «заимствований» мажоро-минора и миноро-мажора (на схеме Холопова des/f/as, обозначено символом N), не связано с описанным процессом смешения ладов в романтической гармонии. Оно имеет более старый генезис и обязано подмешиванию к минору типично фригийского модализма. В конце XVII и начале XVIII веков этот модализм в форме секстаккорда (например, в c-moll — f/as/des1) часто использовали композиторы неаполитанской оперной школы, отсюда возникли термины «неаполитанский секстаккорд» и (позднее) «неаполитанская гармония». Поскольку неаполитанская гармония не выводится непосредственно из аккордики параллельного и одноимённого ладов, некоторые учебники гармонии (например, бригадный) не включают её в список созвучий мажоро-минора и миноро-мажора.